# Odd Aalen
Odd Olai Aalen (Oslo, 6 de mayo de 1947) es un estadístico noruego.

## Biografía
Completó su examen artium en 1966 en la Oslo Cathedral School, primero en matemáticas y física y luego estadística, especialidad en la que se graduó en la Universidad de Oslo en 1972. Obtuvo su doctorado en 1995 en la Universidad de California, Berkeley, con la disertación Inferencia estadística para una familia de procesos de conteo supervisada por Lucien Le Cam.
Es profesor emérito en el departamento de bioestadística del Instituto de Ciencias Médicas Básicas de la Universidad de Oslo Es el homónimo del estimador Nelson-Aalen y del estimador Aalen-Johansen, utilizados en análisis de supervivencia, ingeniería de confiabilidad, y seguros de vida para estimar el número acumulado de eventos esperados.
Es miembro electo de la Academia Noruega de Ciencias y Letras. Fue elegido miembro de la Asociación Estadounidense de Estadística en 2007.